# Берёзка (Ростовская область)
Берёзка — хутор в Каменском районе Ростовской области.
Входит в состав Волченского сельского поселения.

## Население
| 2010 |
| ---- |
| 104  |

## Улицы
На хуторе имеется одна улица: Гуковская.